# Anomala macrophthalma
Anomala macrophthalma är en skalbaggsart som beskrevs av Ohaus 1910. Anomala macrophthalma ingår i släktet Anomala och familjen Rutelidae. Inga underarter finns listade i Catalogue of Life.